# Avi Nash
Pour les articles homonymes, voir Nash.
Avi Nash, né le 24 janvier 1991, est un acteur américain.
Il est connu pour son rôle de Siddiq dans la série télévisée d'horreur post-apocalyptique d'AMC, The Walking Dead.

## Biographie
Avi Nash nait aux États-Unis. Son père est guyanien d'origine indienne et sa mère est indienne, originaire de Bombay. Il se rend d'abord dans l'école d'acteurs Actor Prepares dirigée par Anupam Kher à Bombay, où il obtient son diplôme d'acteur en 2014, puis il étudie à l'Université de Stanford, où il obtient un diplôme avec spécialisation en mathématiques et en conception architecturale. Il s'installe alors à Los Angeles.
Il fait ses débuts au cinéma dans Permis d'aimer (Learning to Drive) aux côtés de Ben Kingsley et Patricia Clarkson, réalisé par Isabel Coixet. Le film est présenté pour la première fois au Festival international du film de Toronto en 2014, où il est nommé pour le People’s Choice Award.
Avant d'intégrer le casting de The Walking Dead, Nash exerce divers métiers comme professeur d’anglais et guide touristique à vélo.

## Filmographie

### Cinéma
- 2013 : Life of Guy (court métrage) : un jeune homme
- 2013 : E-103 (court métrage) : E-103
- 2013 : Breaking Tradition : Ish Khan
- 2014 : Permis d'aimer (Learning to Drive) : Preet
- 2016 : Amateur Night : Orderly
- 2016 : Barry : Saleem
- 2023 : La Tresse de Lætitia Colombani : Kamal

### Télévision
Téléfilms
- 2015 : Postal Jerks : Juan

Séries télévisées
- 2015 : Silicon Valley : Wajeed (saison 2, épisode 2)
- 2017 - 2020 : The Walking Dead : Siddiq (rôle récurrent dans la saison 8 ; co-principal dès la saison 9)[6] (33 épisodes)
- 2023 : Black Mirror : Krish (saison 6, épisode 1)
- 2023 : Silo : Lukas Kyle (saison 2)  (7 épisodes)